# 哈里·松德贝里
哈里·松德贝里（瑞典語：Harry Sundberg，1898年1月9日—1945年5月16日），瑞典男子足球运动员，司职中场。他曾代表瑞典国家队参加1924年夏季奥林匹克运动会足球比赛，获得一枚铜牌。